# Одиннадцать сыновей
«Одиннадцать сыновей» — рассказ Франца Кафки, написанный в 1917 году и включённый в сборник «Сельский врач», опубликованный Куртом Вольфом в Мюнхене и Лейпциге в 1919 году.

## Сюжет
Рассказчик поочерёдно описывает одиннадцать своих сыновей, находя недостатки в каждом из них. Несмотря на то, что он отмечает их хорошие качества, негативное мнение преобладает — каждое из описаний заканчивается упоминанием черты, которая огорчает отца. В конце рассказа эти жалобы достигают кульминации: описывая одиннадцатого сына, «пожалуй, самый слабенького», рассказчик утверждает, что эта слабость «неизбежно ведёт к разрушению семьи».

Иногда он смотрит на меня, словно хочет сказать: «Я и тебя прихвачу, отец!» И я думаю: «Ты последний, кому бы я доверился». А он будто мне отвечает взглядом: «Пусть хоть последний!»

## Контекст
Тема отца, недовольного сыном или, в данном случае, сыновьями, часто появляется в творчестве Кафки. Она явно вытекает из его собственной семейной истории и отношений с отцом, одобрения которого он никогда не мог добиться. Впоследствии эта тема подробно исследуется в рассказе «Приговор» (где отец по необъяснимой причине доводит упрёками сына до самоубийства) и «Письме отцу». Рассказ часто трактуют как размышление Кафки о собственном существовании.
Существует предположение, что рассказ представляет собой аллегорию или загадку литературного текста, где описание каждого из сыновей отсылает к определённой истории из сборника «Сельский врач». Макс Брод вспоминал слова Кафки: «Это просто одиннадцать историй, над которыми я сейчас работаю». Если исходить из этой интерпретации, то второй сын соответствует рассказу «Перед законом», восьмой сын — «Верхом на ведре», одиннадцатый — «Заботе главы семейства». Эта интерпретация косвенно подкрепляется крайне критичным отношением Кафки к собственным произведениям.
Рассказ «Посещение рудника», который также вошёл в сборник «Сельский врач», похож по форме на «Одиннадцать сыновей», и количество персонажей в нём создаёт ассоциативную связь с этим рассказом. В «Посещении рудника» поочерёдно описываются десять молодых инженеров, проводящих измерения в штольне, и их «бездельник-слуга», который «всё же остаётся в некотором роде загадкой».

## Аллюзии
Одиннадцать сыновей — персонажи сказки Ханса Кристиана Андерсена «Дикие лебеди».